# Сретенье (Лавровское сельское поселение)
Сретенье — упразднённое село в Орловском районе Орловской области России. Входило в состав Лавровского сельского поселения. Упразднено в 2004 году.

## География
Село располагалось в центральной части Орловской области, в лесостепной зоне, в пределах центральной части Среднерусской возвышенности, на правом берегу реки Рыбница, на расстоянии примерно 4 километров (по прямой) к северо-востоку от села Лаврово.

### Климат
Климат умеренно континентальный, с умеренно холодной зимой и тёплым летом. Средняя многолетняя температура самого холодного месяца (января) составляет −9,2 °C (абсолютный минимум — −39 °C), средняя температура самого тёплого (июля) — 18,8 °C (абсолютный максимум — 38 °C). Безморозный период длится около 140—150 дней. Среднегодовое количество осадков составляет 515 мм, из которых большая часть (360 мм) выпадает в тёплый период. Устойчивый снежный покров сохраняется в течение 120 −130 дней.

## История
Постановлением Орловской областной думы от 15 октября 2004 года № 32/645-ОС село Сретенье исключено из учётных данных.

## Население
Согласно результатам переписи 2002 года в село проживало 2 человека, все русские.